# Sijungkang (Angkola Timur)
Sijungkang is een bestuurslaag in het regentschap Tapanuli Selatan van de provincie Noord-Sumatra, Indonesië. Sijungkang telt 903 inwoners (volkstelling 2010).